# Antonio Maqueda
Antonio Maqueda Castillo (Granada, 1811 - Cádiz, 17 de enero de 1905) fue un compositor y maestro de capilla español.

## Biografía
Natural de Granada, donde nació en 1810, fue seise de la catedral de aquella ciudad, en la que estudió bajo la dirección del maestro Palacios todos los instrumentos de cuerda, con especial atención a la viola. Se dedicó desde muy joven a la composición, que simultaneó con la dirección de algunas orquestas y la de varias compañías de ópera. De esta época data la partitura de la zarzuela El mancebo y el boticario, con letra de Lara. En una de las excursiones artísticas que realizaba por España, llegó a Cádiz en ocasión de haber quedado vacante el cargo de maestro de capilla de la catedral. Pese a ser seglar, fue nombrado por el cabildo para dicho cargo en consideración de sus condiciones artísticas. Muerto allí el 18 de enero de 1905, el ayuntamiento, en sesión solemne, lo había nombrado antes hijo adoptivo de la ciudad, con una pensión vitalicia de ciento ochenta pesetas mensuales.
«Fueron muchas las obras escritas por el maestro Maqueda, y aunque predominaba en ellas el estilo italiano de su época, no por eso estaban exentas de originalidad y buen gusto», apunta sobre él Cuenca Benet. Se cuentan entre ellas un Stabat Mater, que según el propio Cuenca Benet se habría llegado a considerar superior al de Gioachino Rossini; unas Lamentaciones; varios Misereres, todos a gran orquesta, y diversos misas y salmos que se habrían conservado en el archivo de la catedral.